# ベンジャミン・スポック

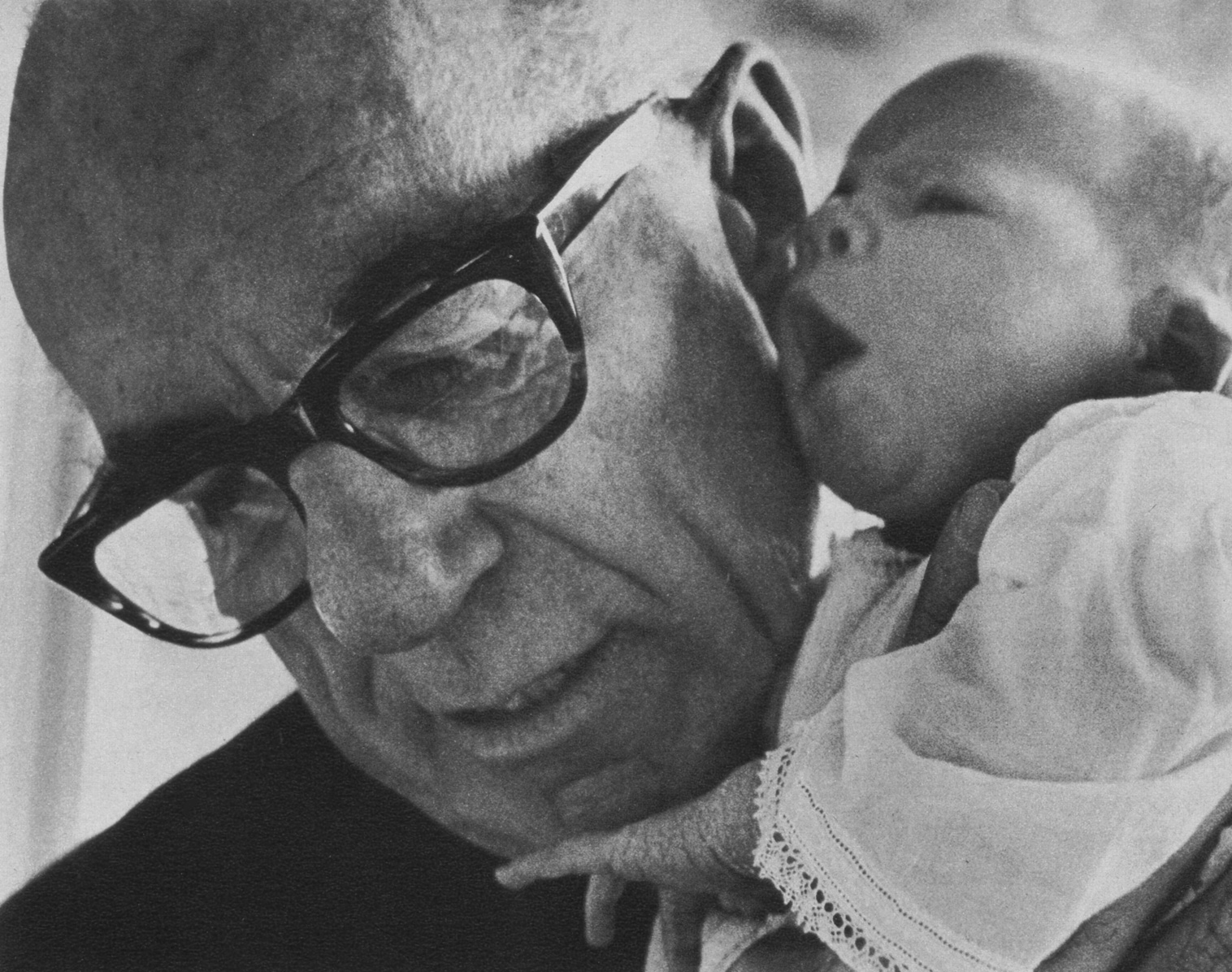
孫のスザンナを抱いたスポック博士（1967年）

ベンジャミン・スポック（Benjamin McLane Spock, 1903年5月2日 - 1998年3月15日）は、アメリカの著名な小児科の医師で、ベトナム戦争に反対し平和運動家としても活動した。
1946年に出版された、赤ちゃんから子供の時期の育児について書かれた『スポック博士の育児書』（日本語訳は1966年）は、世界的ベストセラーの一つに数えられている。42か国語に翻訳されて世界中で5000万冊販売され、聖書の次に売れたとも言われている。母親への革新的なメッセージである「自分を信じてください。あなたは自分が考えるよりはるかに多くのことを知っているのです」は有名である。泣いても即座に抱き上げないという、厳しさと躾を重んじる子育てのやり方に反して、乳児とのスキンシップと愛情を示すことの重要性を説いた（ただし添い寝は否定している）。

## 経歴
コネチカット州ニューヘイブンに生まれた。オランダ系の血筋を引く。小児科学を学ぶのに、子どもの要求と家族のダイナミズムを理解しようとした最初の小児科医とも言われる。また1924年のパリオリンピックのボート競技（ローイング競技）エイトの一員であり、金メダルを獲得している。
イェール大学卒業後、コロンビア大学医学部を首席で卒業。コーネル大学付属病院で小児科医を務めた。
1968年5月スポックはウィリアム・スローン・コフィンら5人とともに徴兵拒否の教唆扇動罪で起訴される。同年7月10日に有罪判決がでるも控訴で無罪となる。 
1972年に人民党（People's Party）の候補として大統領選挙に立候補したが落選している。
1992年、スポックは病気になりマクロビオティックの久司道夫に食事指導を求めた。晩年のベンジャミン・スポックは、病気になったのを期にベジタリアンをはじめ、それによって健康を回復した。スポックの病気が良くなってから、道夫はスポックに対して、「子供に肉や牛乳を与えるのはおかしい。死んだ後に恥になるから著書を書き直しなさい」と言った。スポックは考えが変わり、マクロビオティック関連の医師と共に牛乳や肉は必要ないと発表することにした。ベンジャミン・スポック率いる医師団は、健康で丈夫に育つために牛乳は必要ないと主張した。反響が大きかったため、耐えられなくなったスポックは3ヶ月隠遁したが、それはやめて育児書を書き直すことにした。スポックは、牛乳はいくらかの子供のアレルギーの原因となり、また2型糖尿病につながるかもしれないと忠告していた。
1994年の朝食では、玄米に味噌汁に野菜というマクロビオティックの食事をしていた。
1998年に出版された『スポック博士の育児書』の第7版では、2歳になればもう乳製品は必要なく、植物性の食べものだけを食べるという内容になった。第7版は、論争を巻き起こし、スポックは子供にも大人にも肉、鳥、魚、乳製品を含まない食事が最良であると主張した。
1998年、第7版を出版した同年、カリフォルニア州サンディエゴ近郊の自宅で癌のため死去。

## 邦訳
- 『スポック博士の育児書』暮しの手帖翻訳グループ訳 暮しの手帖社 1966
- 『スポック博士の現代診断』なだいなだ訳 紀伊国屋書店 1970
- マリオン・レリゴ共著『スポック博士の心身障害児の療育 親のためのアドバイス』上田敏,上田礼子,石坂直行訳 岩崎学術出版社 1972
- 『スポック博士の性教育』暮しの手帖翻訳グループ訳 暮しの手帖社 1975
- 『スポック博士の家庭教育』曽野綾子,鶴羽伸子訳 紀伊国屋書店 1977
- 『スポック博士のしつけ教育』久米穣訳 講談社 1977
- 『スポック博士の育児相談』久米穣訳 講談社 1979
- 『スポック博士の父親学』池上千寿子訳 ごま書房ゴマブックス 1979
- 『B.スポック博士と谷口祐司先生の育児の質問箱 一問二答のカルテ』潮出版社 1982
- 『スポック博士親ってなんだろう』中村妙子訳 新潮文庫 1990
- 『スポック博士の育児書 最新版』マイケル・B.ローゼンバーグ共著 高津忠夫,奥山和男監修 暮しの手帖翻訳グループ訳 暮しの手帖社 1997